# 宮澤健太郎
宮澤 健太郎（みやざわ けんたろう、1980年7月26日 - ）は、長野県出身の元社会人野球選手（内野手）である。
戦後、社会人野球で唯一の都市対抗野球、日本選手権、スポニチ大会と3大大会で首位打者を獲得している選手である。

## 来歴
岡谷南高時代、3年次の夏は県予選ベスト16で敗退。
高校卒業後は、明治大学に進学し野球部に入部するが当初は出場機会に恵まれなかった。徐々に力をつけ、4年次シーズンに主将に就任すると、春季リーグ戦でベストナインと首位打者を獲得した。
大学卒業後、2003年に社会人野球の新日本石油に入団。選手層の厚いチームで出場機会を増やしながら、2005年に東芝の補強選手としてではあるが初めて都市対抗野球に出場した。翌2006年からは、大久保秀昭監督の就任にあわせて主将に就任すると、2012年まで計7シーズン主将を務めた。その間に2回チームは都市対抗を制している。チーム史上黒獅子旗を2回受け取った唯一の主将である。チームでは主に三塁手として試合に出場し、勝負強さから得点源である6番を任されることが多かった。
また、第25回アジア野球選手権大会日本代表では主将を務め優勝し、ベストナインにも選ばれた。さらに第38回IBAFワールドカップ日本代表でも主将としてチームを牽引した。
2013年限りで現役を引退し、以降は社業に専念している。後に野球部に復帰しヘッドコーチを務める。
2024年12月1日付で監督に昇格。

## 日本代表キャリア
- 第25回アジア野球選手権大会日本代表（2009年）主将 優秀選手（三塁手）
- 第38回IBAFワールドカップ日本代表（2009年）主将

## 主な表彰・タイトル
- 社会人ベストナイン　三塁手2回（2008年・2012年）
- 第79回都市対抗野球大会首位打者賞・優秀選手（三塁手）（2008年）
- 第84回都市対抗野球大会優秀選手（三塁手）（2013年）
- 第35回社会人野球日本選手権大会優秀選手（三塁手）（2008年）
- 第37回社会人野球日本選手権大会首位打者賞・優秀選手（三塁手）（2010年）
- 第38回社会人野球日本選手権大会優秀選手（三塁手）（2012年）
- 第68回JABA東京スポニチ大会首位打者賞（2013年）